# Kozelchtchyna
Kozelchtchyna (ukrainien : Козельщина, russe : Козельщина) est une commune urbaine de l'oblast de Poltava, en Ukraine. Elle compte 3 543 habitants en 2021.